# Samuel Hahnemann

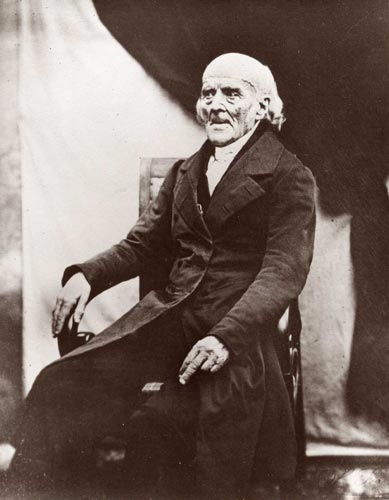
Samuel Hahnemann in 1841. Het portret is gemaakt met de kort daarvoor uitgevonden techniek van de daguerreotypie. Hahnemann behoort tot de vroegst geboren mensen ter wereld van wie een foto is gemaakt.

Christian Friedrich Samuel Hahnemann (Meißen, 10 april 1755 – Parijs, 2 juli 1843) was als Duitse arts de grondlegger van de pseudowetenschap homeopathie.

## Biografie
Hahnemann studeerde geneeskunde aan de Universiteit van Erlangen, waar hij in 1779 afstudeerde. Hij ontwikkelde zijn theorie in een tijd waarin de geneeskunde nog nauwelijks op exacte wetenschap gestoeld was en geen remedie had tegen de meeste ziekten.
De eerste bespiegeling van Hahnemann draaide op het feit dat twee ziekten op zeer bijzondere wijze kunnen interageren in hetzelfde individu, met één tijdelijk of permanent in de plaats van een ander. Een voorbeeld is de bekende afwisseling van eczeem en astma als chronische uitingen van een allergische constitutie. Hahnemann bestudeerde de minder bekende blijvende vervanging van een ziekte door een ander en signaleerde bijvoorbeeld een chronische huiduitslag wanneer iemand de mazelen kreeg. Hij vroeg zich af wat het was dat leidde tot dit verschil tussen tijdelijke en permanente vervanging, en raakte ervan overtuigd dat dit laatste gebeurt wanneer de twee ziekten vergelijkbare symptomen hebben.
Zijn volgende stap was om te proberen om deze bevinding op systematische en therapeutische wijze toe te passen. Als deskundige in de chemie, was hij bekend met veel van de symptomen veroorzaakt door toxische middelen en hij realiseerde zich dat de symptomen van een aantal natuurlijk voorkomende ziekten sterk lijken op die van intoxicaties: bijv. de intoxicatie veroorzaakt door Belladonna lijkt op roodvonk; de intoxicatie door kinine lijkt op malaria en een intoxicatie door arseen lijkt op cholera. Het duurde hem niet lang om het idee van de vervanging van soortgelijke ziekten te combineren met die van de vervanging door 'kunstmatige' intoxicatie. Zijn veronderstelling was daarom dat met het gelijkende het gelijke zou kunnen worden genezen: similia similibus curentur. Zonder te weten hoe het werkte begon hij met zijn ontdekking te experimenteren. Hij probeerde bijvoorbeeld lage doses van Belladonna te gebruiken om patiënten te behandelen met roodvonk en hetzelfde deed hij met lage doseringen arseen bij cholera.
Hij veronderstelde dat het op deze wijze mogelijk zou zijn om specifieke behandelwijzen te vinden voor een aantal ziekten, en zocht daarom actief naar andere potentieel voordelige middelen en testte bij gezonde vrijwilligers hun 'pathogenetische ' kracht. Na een lange reeks experimenten op zichzelf, zijn familie en de medische studenten die zijn ideeën volgden, beschreef Hahnemann in 1796 zijn ideeën en vervolgens haar algemene beschrijving in de verhandelingen genaamd 'Organon', 'Chronische Ziekten' en 'Materia Medica', die in de eerste decennia van de negentiende eeuw werden gepubliceerd in diverse edities.
Langzamerhand verfijnde Hahnemann zijn homeopathische ideeën. Zo meende hij ontdekt te hebben dat ook andere ziekten dan cholera kunnen worden genezen door een kleine dosis arsenicum mits zij andere gemeenschappelijke 'kenmerken van arseen' hadden. Niet alle cholerapatiënten reageerden op arseen, maar hadden een ander middel nodig, afhankelijk van hun individuele symptomen. Hij veranderde dus het huidige nosologische schema van medisch denken door de invoering van de concepten van drug-specifieke pathogenese en de ziektespecifieke, individuele-status. Hij merkte vervolgens op dat bij de patiënten die aanvankelijk door de homeopathische behandeling leken te zijn genezen toch dezelfde ziekte (of een andere) weer kon opvlammen. Daaruit trok hij de conclusie dat permanente genezing alleen kan worden bereikt door het op de juiste wijze selecteren van het geneesmiddel op basis van ook nog andere criteria, waaronder constitutionele en psychologische eigenschappen van de patiënt, evenals eerder doorgemaakte ziekten.
Hahnemann interpreteerde zijn ‘similia-gebaseerde’ therapie als het resultaat van een reactief proces dat we nu 'homeostatisch' of, beter, 'homeodynamisch' zouden noemen: ‘Als je, in geval van een chronische ziekte, een geneesmiddel geeft waarvan de primaire directe actie correspondeert met de ziekte zelf, representeert de secondaire indirecte actie exact de staat van het lichaam dat het middel beoogt te verkrijgen...’. Met andere woorden, volgens Hahnemann is de 'vitale energie' alléén niet voldoende om de ziekte te bestrijden. Door een middel te geven dat lijkt op de ziekte, wordt deze instinctieve natuurlijke kracht (analoog aan het physis van Hippocrates) getriggerd om haar energie op te voeren tot een punt waarbij het sterker wordt dan de ziekte zelf, die uiteindelijk verdwijnt.
Hahnemann beweerde eveneens dat het verdunnen van de middelen op een bepaalde manier ('potentiëren‘, gepaard gaande met ritmische schudslagen op een veerkrachtige ondergrond), niet alleen de toxische effecten verminderde of ontnam, maar paradoxaal genoeg ook de genezende kracht ervan vergrootte. Hij ontwierp daarop een standaardverdunnings- en schudschema. Dit is nog steeds een van de meest omstreden aspecten van homeopathie. Volgens de meeste wetenschappers werken de gepotentieerde middelen niet en is ook de wetenschappelijke basis afwezig waarom zij wel zouden werken. Hahnemann werd in zijn tijd al door sommige collega-artsen als een kwakzalver beschouwd. Een ander zwaar bekritiseerd aspect is de theorie van de 'psora' en de 'miasmas', waarmee Hahnemann de ziekten van zijn tijd probeerde te beschrijven.
Het is belangrijk om op te merken dat Hahnemann nooit heeft beweerd dat homeopathie de enige goede geneeswijze is. Hij stelde regelmatig dat de belangrijkste manier van behandelen is de fundamentele oorzaak van de ziekte weg te nemen. Hij noemde dit de 'echte weg' of 'causale therapie' en in plaats van de waarde ervan te betwisten, betwijfelde hij de mogelijkheid om het toe te passen. Men moet niet vergeten dat hij leefde tussen het einde van de achttiende en het begin van de negentiende eeuw.
In Saksen-Anhalt staat het Historisches Museum & Bachgedenkstätte dat een permanente collectie heeft over homeopathie en Samuel Hahnemann.

## Publicaties
- 1810 The Organon of the Healing Art (latere herziene versie heet The Organon of Medicine)
- 1811-1833 Materia Medica Pura
- 1849 Organon of homœopathic medicine (met Constantine Hering). W. Radde, New York.